# Бурулов, Радий Николаевич
Радий Николаевич Бурулов (р. 4 июля 1963 года) — мэр Элисты.

## Биография
Окончил Калмыцкий государственный университет и Московский открытый социальный университет. По специальности — экономист, юрист. Кандидат экономических наук.
С 1980 по 1981 год работал инженером управления транспорта Госкомсельхозтехники Калмыцкой АССР. С 1981 по 1983 год служил Советской армии 2 года, после чего вернулся на ту же должность и работал там до 1986 года.
В 1986 году начал работать в Межхозяйственном объединении по автотранспорту «Калмагропромтранс» — был старшим инженером, заместителем начальника отдела эксплуатации, позднее — главным инженером АТП-1 «Элистаагропромтранс».
В 1990 году занял должность старшего инженера-строителя СП «Агроинжиниринг», а в 1991 году стал генеральным директором ООО «Сай», АООТ «Тогр-Информ М». В 1994 году был избран председателем правления коммерческого банка «Элистинский городской банк».
С 1997 по 2000 год занимал посты первого заместителя представителя президента Калмыкии в Элисте, первого заместителя главы мэрии Элисты, заместителя председателя Элистинского городского собрания (ЭГС). Депутат Элистинского городского собрания первого созыва и второго созывов.
19 декабря 1999 года баллотировался в депутаты Государственной Думы РФ третьего созыва от движения «Наш дом - Россия» по Калмыцкому одномандатному избирательному округу № 14. Выборы проиграл.
В марте 2000 года занял пост исполняющего обязанности мэра столицы Калмыкии, председателя Элистинского городского собрания. В 2001 году был избран мэром Элисты и председателем Элистинского городского собрания.
В феврале 2005 года вновь был избран главой (мэром) Элисты в первом туре.
В январе 2008 года президент Калмыкии Кирсан Илюмжинов предложил уйти в отставку Бурулову. Бурулов уйти в отставку отказался. Элистинское городское собрание поддержало Бурулова и своим решением выразило недоверие Илюмжинову.
В марте 2008 года следственным управлением Следственного комитета при прокуратуре по Калмыкии против мэра Элисты было возбуждено уголовное дело по подозрению в злоупотреблении должностными полномочиями. Тогда же Элистинский городской суд отстранил Бурулова от занимаемой должности.
14 мая 2008 года Верховный суд Калмыкии подтвердил отстранение Бурулова от должности мэра Элисты.
30 июля 2008 года Элистинский городской суд принял решение о заключении Бурулова под стражу за нарушение условий подписки о невыезде. 7 августа 2008 года Верховный суд Калмыкии отменил решение элистинского городского суда об аресте Бурулова и освободил его из-под стражи, но 11 августа он вновь был арестован.
18 февраля 2009 года Верховный суд Калмыкии вновь освободил Бурулова из зала суда.
29 марта 2010 года Элистинский городской суд признал бывшего мэра виновным в злоупотреблении должностными полномочиями по факту коррупции и приговорил к четырём годам условно и лишил права занимать общественные посты.

## Семья
Бурулов женат, у него трое детей.

## Награды
- Нагрудный знак «За верность долгу»
- Медаль «За вклад в наследие народов России» и «За заслуги в проведении всероссийской сельскохозяйственной переписи 2006 года».
- Благодарность президента РФ Бориса Ельцина за активное участие в подготовке и проведении президентских выборов 1996 года и количество благодарностей от президента Республики Калмыкия Илюмжинова.